# Lolita Torres

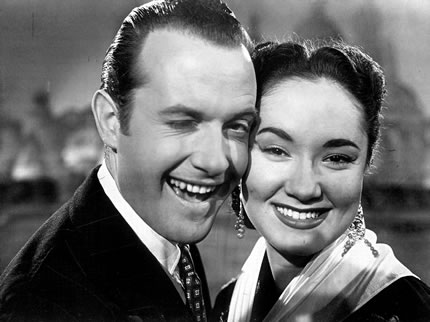
Lolita Torres i Ricardo Passano

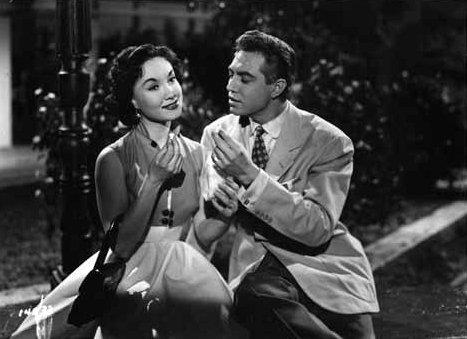
Lolita Torres i Alberto Dalbes

Beatriz Mariana Torres Iriarte znana także jako Lolita Torres (ur. 26 marca 1930 w Avellanedzie, zm. 14 września 2002 w Buenos Aires) – argentyńska piosenkarka i aktorka.
Jest matką Diego Torresa.